# Leonhard Deininger
Leonhard Deininger (* 11. November 1910 in Regensburg; † 17. September 2002 in Neutraubling) war ein deutscher Politiker (CSU). Er war Abgeordneter im Bayerischen Landtag für den Stimmkreis Regensburg-Land (1958–1970), Mitglied des Bayerischen Senats (1972–1977) sowie Landrat im Landkreis Regensburg (1948–1978) und Mitglied des Regensburger Stadtrats (1948–1959).

## Leben
Nach seiner Lehrzeit bei einem Regensburger Anwalt war Deininger von 1929 bis 1934 als Journalist beim Chamer Tagblatt tätig. Aufgrund der Androhung der Schutzhaft musste er, der bereits 1933 vorübergehend in Haft war, 1934 Cham verlassen und fand beim Bayerischen Anzeiger, dem ehemaligen Regensburger Anzeiger eine neue Anstellung. Von 1941 bis zum Kriegsende war Deininger Soldat. Am Ende des Krieges kam Deininger in französische Kriegsgefangenschaft, aus der er 1947 entlassen wurde. Wieder heimgekehrt, fand er Anstellung beim Landratsamt Regensburg. 1948 wurde er zum Landrat des Landkreises Regensburg gewählt. Dieses Amt übte er über drei Jahrzehnte aus. Daneben vertrat er zwölf Jahre den Stimmkreis Regensburg-Land im Bayerischen Landtag und war fünf Jahre Mitglied des Bayerischen Senats.
Deininger, der besonders für seine packenden Reden und seine Sparsamkeit weit über die Region Regensburg hinaus bekannt war, machte sich auch im Zuge der Gründung der Universität Regensburg sehr verdient.
Sein Nachfolger wurde Rupert Schmid.
Deininger ist am Neuen Friedhof in Tegernheim bestattet.

## Sonstiges
Nach Leonhard Deininger wurde in der Stadt Neutraubling sowie in der Stadt Regensburg eine Straße benannt. Jährlich wird vom Gymnasium Neutraubling das Leonhard – Deininger Stipendium als Preis für den „besten und würdigsten Abiturienten“ verliehen. Zudem besteht die Leonhard-und-Katharina-Deininger-Stiftung, deren Sinn und Zweck die Förderung von Forschung und Wissenschaft ist.

## Ehrungen
- 1973: Verdienstkreuz 1. Klasse der Bundesrepublik Deutschland[1]
- Bayerischer Verdienstorden
- Ehrenring des Landkreises Regensburg
- 1996: Ehrenbürger von Neutraubling